# Guazacapán

Guazacapán é uma cidade da Guatemala do departamento de Santa Rosa. 